# Peatîhatka (Peatîhatka), Krasnohvardiiske
Peatîhatka (în ucraineană П'ятихатка) este localitatea de reședință a comunei Peatîhatka din raionul Krasnohvardiiske, Republica Autonomă Crimeea, Ucraina.

## Demografie
Componența lingvistică a localității Peatîhatka
     Rusă (71,84%)
     Tătară crimeeană (12,49%)
     Ucraineană (10,77%)
     Alte limbi (0,59%)
Conform recensământului din 2001, majoritatea populației localității Peatîhatka era vorbitoare de rusă (71,84%), existând în minoritate și vorbitori de tătară crimeeană (12,49%), ucraineană (10,77%) și armeană (1,02%).